# Ösfass

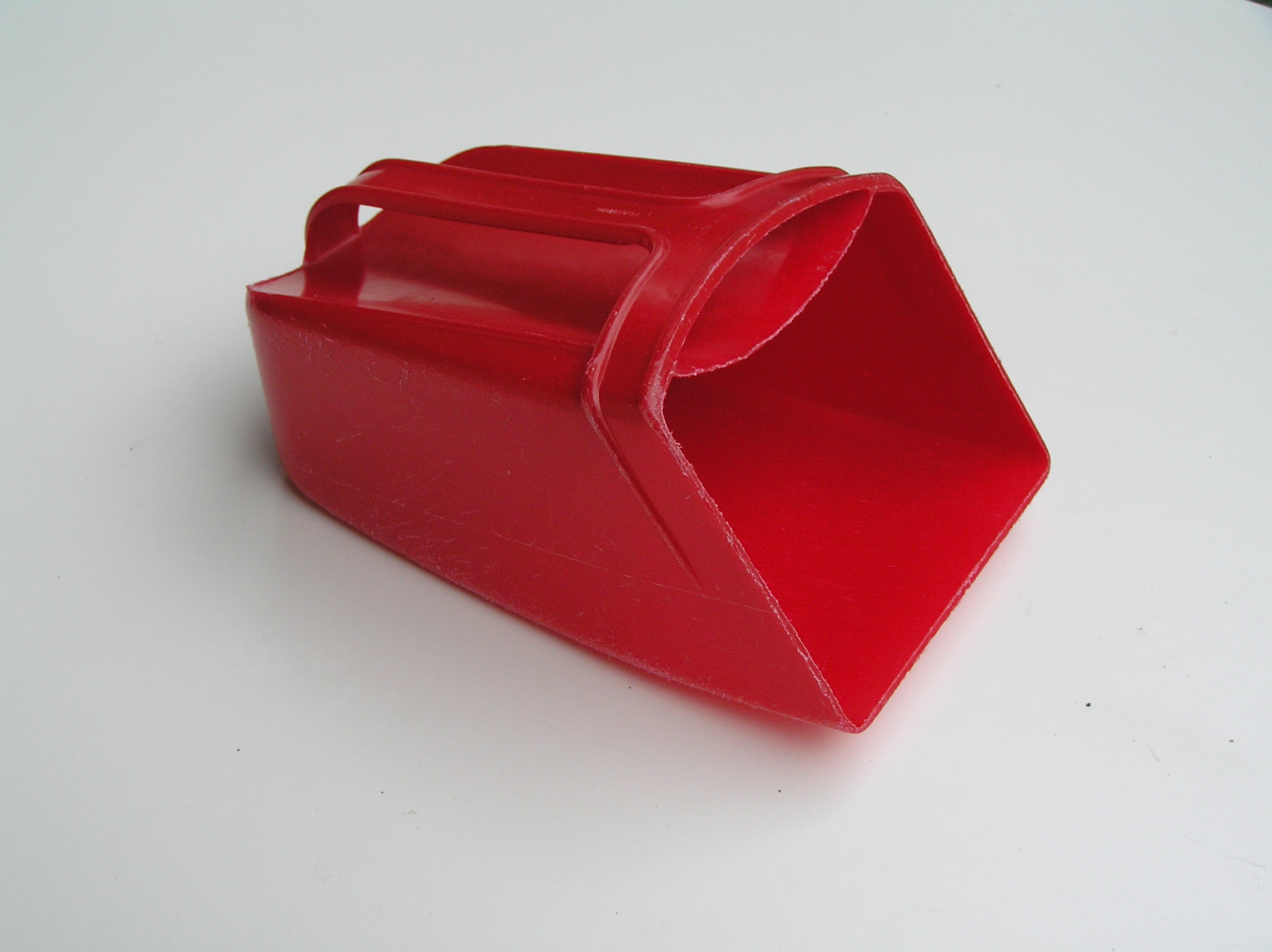
Modernes Kunststoff-Ösfass

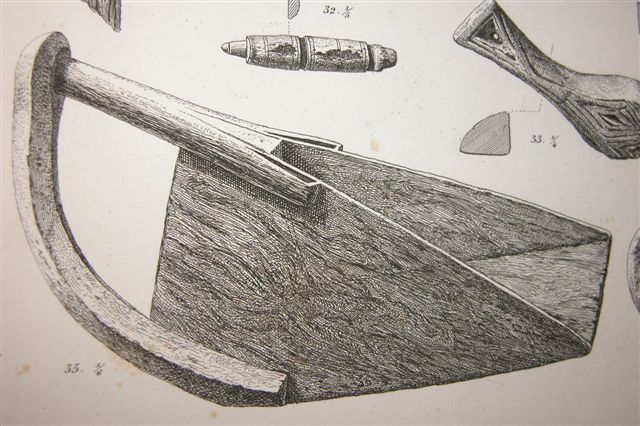
Ösfass des 3./4. Jahrhunderts n. Chr. aus dem Nydam-Moor

Ein Ösfass, auch Ösfatt oder Lenzfass genannt, ist ein kleines schaufelartiges Gefäß, das zum Schöpfen oder Lenzen von kleineren Wassermengen aus einem Boot verwendet wird.
Aufgrund seiner Form mit einer gerade verlaufenden Kante eignet es sich vor allem zum Entfernen von Wasser mit geringer Tiefe.
Zum Schöpfen größerer Wassermengen eignet sich eine Pütz besser.